# Convention des églises baptistes du Guatemala
La Convention des églises baptistes du Guatemala (espagnol : Convención de Iglesias Bautista de Guatemala) est une association chrétienne évangélique d'églises baptistes au Guatemala. Elle est affiliée à l’Alliance baptiste mondiale. Son siège est situé à Guatemala. 

## Histoire
La Convention des églises baptistes du Guatemala a ses origines une mission américaine du Conseil de mission internationale en 1946.  Elle est officiellement fondée cette même année. Selon un recensement de l’association, en 2023 elle disait avoir 889 églises et 73,100 membres.